# Argia terira
Argia terira är en trollsländeart som beskrevs av Philip Powell Calvert 1907. Argia terira ingår i släktet Argia och familjen dammflicksländor. Inga underarter finns listade i Catalogue of Life.